# Buněčná linie HepG2

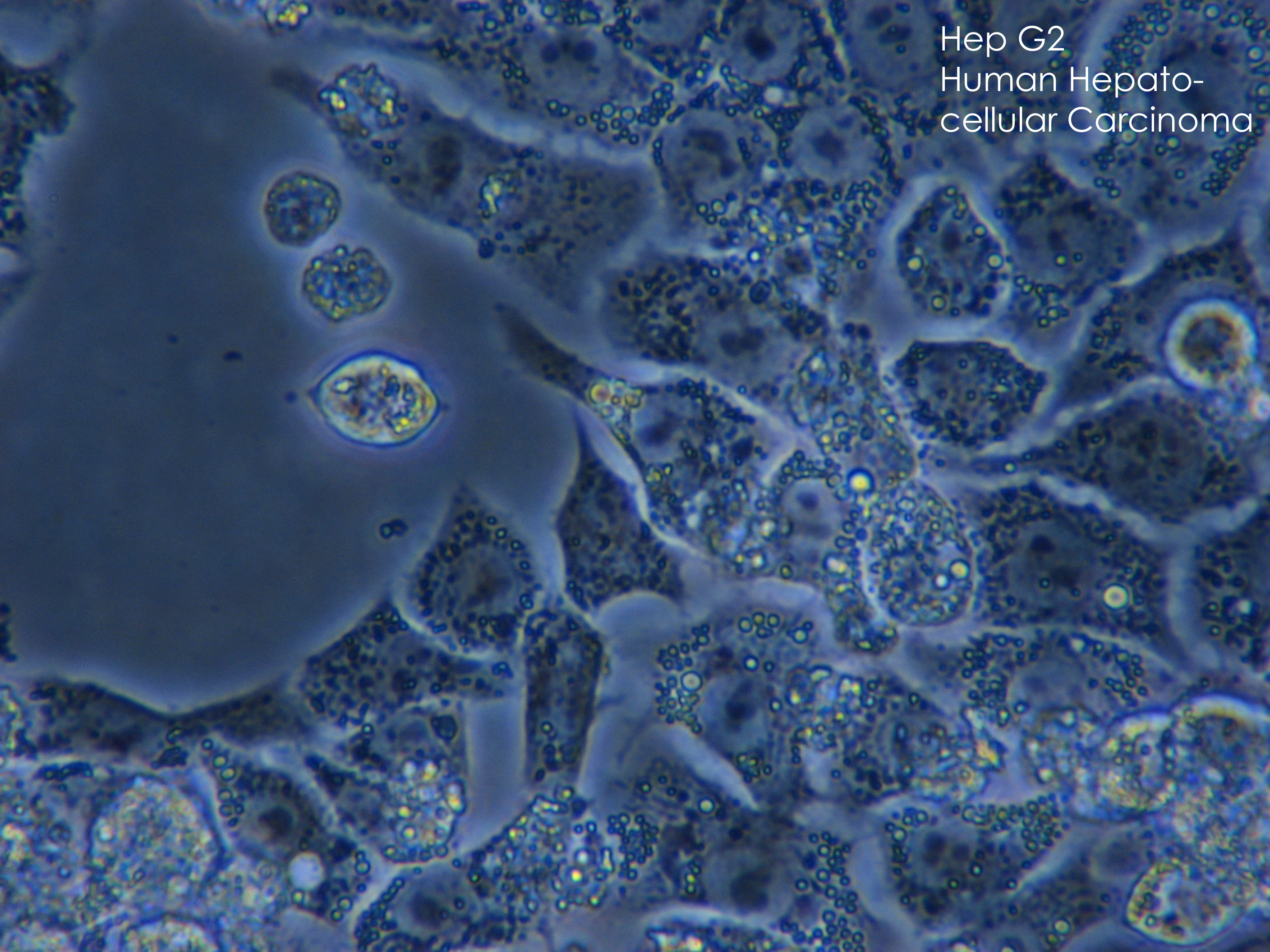
Buněčná linie HepG2

Buněčná linie HepG2 (nebo Hep G2), je imortalizovaná lidská buněčná linie, která pochází z rakovinné tkáně jater. Buněčná linie HepG2 se běžně používá například ve studiích metabolismu léčiv, hepatotoxicity nebo výzkumu rakoviny.

## Historie
Buněčná linie HepG2 byla izolována v roce 1975. Jednalo se o první buněčnou linii, která vykazovala hlavní charakteristiky pozorované u klasických jaterních buněk. Původní buňky HepG2 byly získány z hepatoblastomu patnáctiletého bělocha pocházejícího z Argentiny. Roku 1980 byl vědci z Wistar Insitutu na tuto buněčnou linii podán patent.

## Vlastnosti
Buňky HepG2 jsou adherentní a rostou v monovrstvě ve formě malých agregátů. Jsou netumorogenní a mají vysokou rychlost proliferace. Jsou schopny syntetizovat mnoho proteinů např. fibrinogen, transferin, albumin, ceruloplasmin, plasminogen. Linie HepG2 vykazuje morfologii podobnou epitelu a je vhodná pro transfekci. Expresní markery zahrnují inzulín a inzulínu podobný růstový faktor II (IGF II). Za použití specifických metod lze pomocí buněk HepG2 vytvořit fyziologicky relevantnější 3D buněčný model (sféroid).

### Charakterizace HepG2 buněk
Velikost HepG2 buňky se pohybuje okolo 12–19 µm, tvar je polygonální. HepG2 mají velká jádra, 3–7 jadérek, nízký počet mitochondrií; ten je oproti běžným hepatocytům poloviční. Typické je málo vyvinuté hladké endoplazmatické retikulum. Obsahují 50-60 chromozomů.

## Aplikace
Buněčná linie HepG2 našla široké využití v mnoha oblastech biomedicínského výzkumu. I přesto, že je známo několik desítek buněčných linií pocházejících z karcinomu jater, patří HepG2 k těm nejvyužívanějším. Uplatňuje se kupříkladu při studiu rakoviny jater, hepatitidy, hepatotoxicity, metabolismu léčiv či při výzkumu lékových interakcí.
Oproti primárním buněčným kulturám jaterních buněk má použití imortalizované linie HepG2 řadu výhod; těmi je hlavně cena, dostupnost, snadná manipulace a stabilní fenotyp.

## Kultivace
Vhodným kultivačním médiem pro kultivaci této buněčné linie může být Eaglovo minimální esenciální médium (EMEM) doplněné o 10% fetální bovinní sérum (FBS). Buňky by měly být inkubovány při 37 °C v atmosféře s 5 % CO2. Doba zdvojení buněk HepG2 je 48 hodin. Subkultivaci (pasážování) je u HepG2 doporučeno provádět 2-3x týdně.